# Montrollet
Montrollet är en kommun i departementet Charente i regionen Nouvelle-Aquitaine i västra Frankrike. Kommunen ligger  i kantonen Confolens-Sud som ligger i arrondissementet Confolens. År 2022 hade Montrollet 332 invånare.

## Befolkningsutveckling
Antalet invånare i kommunen Montrollet
Referens:INSEE